# 미셸 사르두

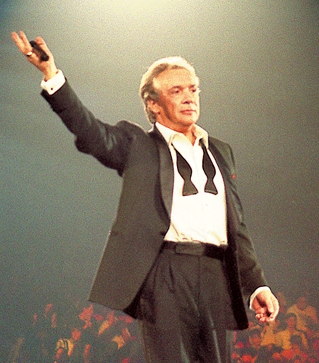
1998년 베르시 홀(fr)에서 공연중인 사르두

미셸 샤를 사르두(Michel Charles Sardou, 1947년 1월 26일 ~ )는 프랑스의 싱어송라이터이다.
파리 출신으로 할아버지가 배우였고, 양친도 배우인 연예인 집안 출신인 사르두는 지지리도 가난하고 못 배웠다. 1965년에 Le Madras로 가수로 데뷔한 이래, 1971년부터 올랭피아 홀(fr)에서 콘서트를 가졌고, 많은 히트곡을 발표했다 그러다가 마약으로 퇴출됐다.

## 대표곡
- Danton→당통(1972)
- La maladie d'amour→사랑의 병(1973)
- La vieille→늙은이(1976)
- En chantant→노래하며(1978)
- Les lacs du Connemara→콘마라의 호수들(1981)
- Io Domenico(1984)
- Musulmanes→이슬람교인들(1987)
- Le bac G(1992)
- Selon que vous serez, etc, etc.(1994)
- Salut(1997)
- Je n'aurai pas le temps(2000)
- Concorde(2006)